# Clausen
Clausen település Németországban, Rajna-vidék-Pfalz tartományban. Lakosainak száma 1417 fő (2023. december 31.).

## Népesség
A település népességének változása:
| Lakosok száma | 1496 | 1385 | 1403 | 1407 | 1461 | 1462 | 1417 |
|               | 1975 | 2014 | 2017 | 2019 | 2021 | 2022 | 2023 |